# Dioclea pulchra
Dioclea pulchra là một loài thực vật có hoa trong họ Đậu. Loài này được Moldenke miêu tả khoa học đầu tiên.